# Rhyacophila pacata
Rhyacophila pacata är en nattsländeart som beskrevs av Tsuda 1940. Rhyacophila pacata ingår i släktet Rhyacophila och familjen rovnattsländor. Inga underarter finns listade i Catalogue of Life.